# Gosibius montereus
Gosibius montereus är en mångfotingart som beskrevs av Chamberlin 1917. Gosibius montereus ingår i släktet Gosibius och familjen stenkrypare. Inga underarter finns listade i Catalogue of Life.